# IPad Air (第五代)
第五代iPad Air（正式名稱僅為iPad Air，又俗稱iPad Air 5），是一款由蘋果電腦公司發售的平板電腦，於2022年3月8日在Apple Event上發表。

## 外觀
第五代iPad Air的外觀與前代差異不大，擁有10.9吋的螢幕，Touch ID同樣整合進了電源鍵中。

顏色共有五種顏色，分別是太空灰色、星光色、粉紅色、紫色以及藍色。
| 顏色 | 中文名稱 | 英文名稱   |
| ---- | -------- | ---------- |
|      | 太空灰色 | Space Gray |
|      | 星光色   | Starlight  |
|      | 粉紅色   | Pink       |
|      | 紫色     | Purple     |
|      | 藍色     | Blue       |

## 時間線
|  |